# 日本国立公园

日本国立公园

國立公園是日本的國家公園，為日本政府基於《自然公園法》、將能够代表日本的自然风景地帶而指定之區域。迄今設有30處以上，均由環境省管理，目前共約60%的面積是國有地。
日本另有相當於「準國家公園」等級的國定公園，一樣是由日本政府指定設置，但委由各都道府縣政府進行管理。

## 國立公園一覽
| 名稱                   | 圖片 | 所在地                                                                                   | 建立時間       | 管轄之地方環境事務所            |
| ---------------------- | ---- | ---------------------------------------------------------------------------------------- | -------------- | ------------------------------- |
| 阿寒摩周國立公園       |      | 北海道                                                                                   | 1934年12月4日  | 北海道                          |
| 大雪山國立公園         |      | 北海道                                                                                   | 1934年12月4日  | 北海道                          |
| 支笏洞爺國立公園       |      | 北海道                                                                                   | 1949年5月16日  | 北海道                          |
| 知床國立公園           |      | 北海道                                                                                   | 1964年6月1日   | 北海道                          |
| 利尻禮文佐呂別國立公園 |      | 北海道                                                                                   | 1974年9月20日  | 北海道                          |
| 釧路濕原國立公園       |      | 北海道                                                                                   | 1987年7月31日  | 北海道                          |
| 日高山脈襟裳十勝       |      | 北海道                                                                                   | 2024年6月25日  | 北海道                          |
| 十和田八幡平國立公園   |      | 青森縣、岩手縣、秋田縣                                                                   | 1936年2月1日   | 東北                            |
| 磐梯朝日國立公園       |      | 山形縣、福島縣、新潟縣                                                                   | 1950年9月5日   | 東北                            |
| 三陸復興國立公園       |      | 青森縣、岩手縣、宮城縣                                                                   | 1955年5月2日   | 東北                            |
| 日光國立公園           |      | 福島縣、栃木縣、群馬縣                                                                   | 1934年12月4日  | 關東                            |
| 富士箱根伊豆國立公園   |      | 東京都、神奈川縣、山梨縣、靜岡縣                                                         | 1936年2月1日   | 關東                            |
| 秩父多摩甲斐國立公園   |      | 埼玉縣、東京都、山梨縣、長野縣                                                           | 1950年12月4日  | 關東                            |
| 南阿爾卑斯國立公園     |      | 山梨縣、長野縣、靜岡縣                                                                   | 1964年6月1日   | 關東                            |
| 小笠原國立公園         |      | 東京都                                                                                   | 1972年10月16日 | 關東                            |
| 尾瀨國立公園           |      | 福島縣、栃木縣、群馬縣、新潟縣                                                           | 2007年8月30日  | 關東                            |
|                        |      | 新潟縣、富山縣、長野縣、岐阜縣                                                           | 1934年12月4日  | 中部                            |
| 上信越高原國立公園     |      | 群馬縣、新潟縣、長野縣                                                                   | 1949年9月7日   | 中部                            |
| 伊勢志摩國立公園       |      | 三重縣                                                                                   | 1946年11月20日 | 中部                            |
| 白山國立公園           |      | 富山縣、石川縣、福井縣、岐阜縣                                                           | 1962年11月12日 | 中部                            |
| 妙高戶隱連山國立公園   |      | 新潟縣、長野縣                                                                           | 2015年3月27日  | 中部                            |
| 吉野熊野國立公園       |      | 三重縣、奈良縣、和歌山縣                                                                 | 1936年2月1日   | 近畿                            |
| 山陰海岸國立公園       |      | 京都府、兵庫縣、鳥取縣                                                                   | 1963年7月15日  | 近畿                            |
| 大山隱岐國立公園       |      | 鳥取縣、島根縣、岡山縣                                                                   | 1936年2月1日   | 中國四國                        |
| 足摺宇和海國立公園     |      | 愛媛縣、高知縣                                                                           | 1972年11月10日 | 中國四國                        |
| 雲仙天草國立公園       |      | 長崎縣、熊本縣、鹿兒島縣                                                                 | 1934年3月16日  | 九州                            |
| 阿蘇九重國立公園       |      | 熊本縣、大分縣                                                                           | 1934年12月4日  | 九州                            |
| 霧島錦江灣國立公園     |      | 宮崎縣、鹿兒島縣                                                                         | 1934年3月16日  | 九州                            |
| 西海國立公園           |      | 長崎縣                                                                                   | 1955年3月16日  | 九州                            |
| 西表石垣國立公園       |      | 沖繩縣                                                                                   | 1972年5月15日  | 九州                            |
| 屋久島國立公園         |      | 鹿兒島縣                                                                                 | 2012年3月16日  | 九州                            |
| 慶良間諸島國立公園     |      | 沖繩縣                                                                                   | 2014年3月5日   | 九州                            |
| 山原國立公園           |      | 沖繩縣                                                                                   | 2016年9月15日  | 九州                            |
| 奄美群島國立公園       |      | 鹿兒島縣                                                                                 | 2017年3月7日   | 九州                            |
| 瀨戶內海國立公園       |      | 大阪府、兵庫縣、和歌山縣、岡山縣、廣島縣、山口縣、德島縣、香川縣、愛媛縣、福岡縣、大分縣 | 1934年3月16日  | 近畿、中國四國、九州 (共同管轄) |

## 已不存在的國立公園
以下為大日本帝國時期於臺灣設置的國立公園：
- 大屯國立公園：1937年12月27日指定。
- 次高太魯閣國立公園：1937年12月27日指定。
- 新高阿里山國立公園：1937年12月27日指定。